# 郭曾準
郭曾準（？—？），福建侯官（今福州市）人，祖籍福清，清朝政治人物、進士出身。

## 生平
光緒五年（1879年）舉人。光緒十八年（1892年），参加光緒壬辰科殿試，登進士二甲80名。同年五月，改翰林院庶吉士。光緒二十一年四月，散館，著以知县即用。後任江西義寧州知州。

## 家庭
祖郭柏蔭，曾任湖北巡撫，署湖廣總督。父郭式昌，曾署浙江按察使。有子郭則涑。